# Goosebumps HorrorLand
«Goosebumps HorrorLand» — серия книг американского писателя Р. Л. Стайна, спин-офф серии «Ужастики». На русском языке книги из серии не издавались.

## Обзор
В настоящее время Стайн сообщил, что изначально планировалось выпустить 12 книг в серии «Goosebumps HorrorLand». Серия книг основывалась на книгах «One Day at HorrorLand», получившей в России название «Один день в парке ужасов» и «Return to HorrorLand», не издававшейся в России. Эта должна была быть серия, где каждая книга имела бы одинаковый сюжет. 12 книг анонсировались со следующими подробностями:

Новая серия - это увлекательный рассказ, приглашающий всех желающий в Парк Ужасов, который Стайн описывает как «Самое страшное место на земле». Впервые в «Ужастиках», серия будет состоять из специализированных приключений и не кончится на последней странице первой книги «Revenge of the Living Dummy». История кончится в Интернете и в других книгах из серии «Goosebumps HorrorLand». В первых десяти книгах будут те же чудовища, что и в оригинальной серии «Ужастики». Обыкновенных детей, главных героев, некоторых книг серии «Ужастики» приглашают в Парк Ужасов - но зачем? Читатели следуют за своими героями, по мере того, как их приключения становятся все более опаснее. 
Действие книг 10-12 будет происходить исключительно в Парке Ужасов. Кто - или что? - и с какой целью собрал вместе всех этих детей? Ответ будет раскрыт в финале книг. После выхода первых двух книг издательство «Scholastic» стало повторно выпускать те книги из серии «Ужастики», которые вошли в основу книг из серии «Goosebumps HorrorLand». 
Кроме того, в апреле запустят веб-сайт серии Goosebumps HorrorLand» (www.enterhorrorland.com), на котором будет музыка, игры и многое другое.
Каждая книга имеет две истории. Первая история, самая длинная, знакомит читателя с героями и злодеями, а вторая показывает, что происходит с героями, когда они попадают в Парк Ужасов. Книги также содержат ссылки на материалы на сайте EscapeHorrorLand.com. Последние две книги из серии служат подведением итогов.
Переиздания издательством «Scholastic» книг из серии «Ужастики» имеют новые обложки и бонусный материал. Они считаются «коллекционными изданиями» и известны как «Классические Ужастики». Поскольку не все книги «Goosebumps HorrorLand» основаны на «Ужастиках», некоторые из «Классических Ужастиков» являются просто переизданиями. К примеру, переизданием является книга «Волшебство хрустального шара», главный персонаж Кларисса появляется в «Goosebumps HorrorLand» в качестве мадам Судьбы.
В конечном счете были некоторые отклонения от первоначального заявления. Действие десятой книги не разворачивалось в Парке Ужасов. Незадолго до публикации двенадцатой книги было объявлено, что в 2010 году выйдут ещё семь книг, однако было неизвестно, является это правдой или нет. Вскоре Стайн подтвердил, что эти слухи являются правдой.

## Формат
Каждая книга в первой секции (книги 1-12) делится на три части. Неизвестно, будет ли во второй секции (книги 13-19) поддерживаться такой же формат.

### Часть 1. История
Это главная часть книги, занимающая около ста страниц. Часть содержит текст книг из серии «Ужастики».

### Часть 2. Вход в Парк Ужасов
Является продолжением первой части, содержащая небольшой рассказ на 30-40 страниц, позволяющая читателям познакомиться с главными героями и злодеями. Каждая часть заканчивается там же, где сюжет будет продолжен в следующей книги серии «Goosebumps HorrorLand». Первые две части были объединены в двух последних книгах.

### Часть 3. Файлы страха
Эта часть продолжается только несколько страниц и содержит различные рисунки, карты, относящиеся к Парку Ужасов. Каждая книга содержит также вымышленную рекламу.

## Официальные веб-сайты
У серии книг есть свои сайты.

### Enter HorrorLand
Сайт EnterHorrorLand.com (недоступная ссылка) (вход в Парк Ужасов) является «игровым экспериментом, который погружает фанатов внутрь самих себя». Он основан на картах, появляющихся в конце каждой из двенадцати книг «Goosebumps HorrorLand», состоящих из множества мини-игр. Предпосылкой к каждой карте служит злодей, пытающийся завладеть той или иной областью Парка Ужасов, в мини-играх игрок сражается против злодея. Как ни странно, в каждой игре появляется мистер Вуд, главный злодей из оригинальной серии «Ужастиков» под названием «Night of the Living Dummy». Игрокам помогает мадам Судьба. На сайте есть два анимационных фильма: «What to Expect in HorrorLand» («Что ожидать в Парке Ужасов») и «An Interview with Slappy» («Интервью со Слэппи»). Сайт открыт 20 февраля 2008 года (за месяц до выхода первой книги из серии «Goosebumps HorrorLand»), а в ноябре 2009 года перенаправлен на сайт издательства Scholastic.

### Escape HorrorLand
Сайт EscapeHorrorLand.com (недоступная ссылка) (побег из Парка Ужасов) стилизован под серии, организован поклонниками книги «Один день в Парке Ужасов». Это был якобы блог, который разместил картинки из серии «Goosebumps HorrorLand», написанный Люком Моррисом, главным героем книги «Один день в парке ужасов». Его сестра Лиззи также присутствует на сайте в основном в виде выписок из «Путеводителя по Парку Ужасов» (известный также как «Добро пожаловать в Парк Ужасов: путеводитель по выживанию»). Друг Люка Клэй также появляется. Люк и Лиззи получили корреспонденцию от мадам Судьбы, таинственного Монстра-Х, который рассказывает Моррисам, что Парк Ужасов изменился, и куклы Слэппи. Кое-что из корреспонденции уже появлялось в книгах «Goosebumps HorrorLand». Сайт открыт 14 февраля 2008 года, а в ноябре 2009 года перенаправлен на сайт издательства «Scholastic», так же как и сайт EnterHorrorLand.com.